# Chrysochlamys cuneata
Chrysochlamys cuneata är en tvåhjärtbladig växtart som först beskrevs av Jules Émile Planchon och Triana, och fick sitt nu gällande namn av José Cuatrecasas. Chrysochlamys cuneata ingår i släktet Chrysochlamys och familjen Clusiaceae. Inga underarter finns listade i Catalogue of Life.